# 3. ŽNL Osječko-baranjska NS Osijek 2016./17.
Prvenstvo se igralo dvokružno. Ligu je osvojio NK LIV 1949 Vladislavci i time se kvalificirao u 2. ŽNL Osječko-baranjsku NS Osijek.

## Tablica
| Mj. | Klub                         | Sus. | Pobj. | Ner. | Por. | GR.   | Bod. |
| --- | ---------------------------- | ---- | ----- | ---- | ---- | ----- | ---- |
| 1.  | NK LIV 1949 Vladislavci      | 11   | 8     | 2    | 1    | 30:5  | 26   |
| 2.  | NK Laslovo '91               | 11   | 7     | 2    | 2    | 32:17 | 23   |
| 3.  | NK Gibarac '95 Čokadinci     | 11   | 5     | 1    | 5    | 21:25 | 16   |
| 4.  | NK Sarvaš                    | 11   | 4     | 2    | 5    | 14:22 | 14   |
| 5.  | NK Goleo Dopsin              | 11   | 4     | 1    | 6    | 20:19 | 13   |
| 6.  | NK Mladost Čepinski Martinci | 6 ↓1 | 2     | 1    | 3    | 12:16 | 7    |
| 7.  | NK Erdut                     | 11   | 0     | 3    | 8    | 7:32  | 3    |

## Rezultati
| NK Sarvaš - NK Gibarac '95 Čokadinci 2:1 NK Laslovo '91 - NK Goleo Dopsin 5:3 NK Erdut - NK Mladost Čepinski Martinci 1:3 NK LIV 1949 Vladislavci slobodan | NK Gibarac '95 Čokadinci - NK Mladost Čepinski Martinci 2:1 NK Goleo Dopsin - NK LIV 1949 Vladislavci 0:3 NK Sarvaš - NK Laslovo '91 0:1 NK Erdut slobodan | NK Laslovo '91 - NK Gibarac '95 Čokadinci 7:1 NK LIV 1949 Vladislavci - NK Sarvaš 5:0 NK Erdut - NK Goleo Dopsin 0:4 NK Mladost Čepinski Martinci slobodan |
| NK Goleo Dopsin - NK Mladost Čepinski Martinci 2:2 NK Sarvaš - NK Erdut 1:1 NK Laslovo '91 - NK LIV 1949 Vladislavci 0:2 NK Gibarac '95 Čokadinci slobodan | NK LIV 1949 Vladislavci - NK Gibarac '95 Čokadinci 2:0 NK Erdut - NK Laslovo '91 1:1 NK Mladost Čepinski Martinci - NK Sarvaš 4:1 NK Goleo Dopsin slobodan | NK Gibarac '95 Čokadinci - NK Goleo Dopsin 1:0 NK Laslovo '91 - NK Mladost Čepinski Martinci 3:1 NK LIV 1949 Vladislavci - NK Erdut 2:0 NK Sarvaš slobodan |
| NK Erdut - NK Gibarac '95 Čokadinci 2:2 NK Mladost Čepinski Martinci - NK LIV 1949 Vladislavci 1:7 NK Goleo Dopsin - NK Sarvaš 3:1 NK Laslovo '91 slobodan | NK Gibarac '95 Čokadinci - NK Sarvaš 1:2 NK Goleo Dopsin - NK Laslovo '91 3:0 NK Erdut - NK LIV 1949 Vladislavci 0:4                                       | NK Gibarac '95 Čokadinci - NK Erdut 7:0 NK LIV 1949 Vladislavci - NK Goleo Dopsin 3:1 NK Laslovo '91 - NK Sarvaš 3:1                                       |
| NK Gibarac '95 Čokadinci - NK Laslovo '91 3:8 NK Sarvaš - NK LIV 1949 Vladislavci 0:0 NK Goleo Dopsin - NK Erdut 2:0                                       | NK Goleo Dopsin - NK Gibarac '95 Čokadinci 0:1 NK Erdut - NK Sarvaš 1:3 NK LIV 1949 Vladislavci - NK Laslovo '91 1:1                                       | NK Gibarac '95 Čokadinci - NK LIV 1949 Vladislavci 2:1 NK Laslovo '91 - NK Erdut 3:1 NK Sarvaš - NK Goleo Dopsin 3:2                                       |